# Cécile Murumunawabo
Cécile Murumunawabo (nascida em 1968) é uma política ruandesa. Ela foi eleita para a Câmara dos Deputados no Parlamento do Ruanda em 2013. Ela é membro da Frente Patriótica do Ruanda (RPF), representando a cidade de Kigali e é secretária do congresso feminino da RPF.

## Carreira
Murumunawabo é membro da Frente Patriótica do Ruanda (RPF) e foi eleita para a Câmara dos Deputados no Parlamento do Ruanda em 2013. Anteriormente, ela trabalhava no escritório da primeira-dama do Ruanda. Em 2013, Murumunawabo foi nomeada secretária do congresso feminino da RPF. Ela foi reeleita como secretária em 2019, com 85,3 por cento dos votos.